# Académie de la Carpette anglaise
L’Académie de la Carpette anglaise est une académie parodique décernant chaque année depuis 1999 un prix d’« indignité civique » à un membre des élites françaises qui, selon son jury, s’est distingué par son acharnement à promouvoir la domination de l’anglais en France et dans les institutions européennes au détriment de la langue française. Parmi les lauréats, on compte des journalistes célèbres, de grands industriels ainsi que des personnalités politiques de droite comme de gauche.

## Organisation, objectif et activités
L'Académie de la Carpette anglaise est présidée par Philippe de Saint Robert, également président de l’Association pour la sauvegarde et l’expansion de la langue française. Parmi ses membres figurent notamment Benoît Duteurtre, Anne Cublier, Marc Favre d'Échallens, Yves Frémion, Guillemette Mouren-Verret, Paul-Marie Coûteaux, Albert Salon, Natacha Polony, Eugénie Bastié et Ilyes Zouari. De leur vivant, Hervé Bourges, Dominique Noguez et Claude Duneton ont également fait partie de l'académie[réf. nécessaire].
Son prix d’« indignité civique » a été créé en 1999 par quatre associations de défense et de promotion de la langue française : Association pour la sauvegarde et l'expansion de la langue française (ASSELAF), Avenir de la langue française (ALF), Défense de la langue française (DLF) et Droit de comprendre (DdC).
Laurence Cossé souligne en 2016 le rôle de ces associations qui défendent la langue française, notamment contre l'intrusion massive de termes et expressions anglo-saxons. Elle souligne l'intérêt du prix de la carpette anglaise. Elle en rappelle les objectifs : « c'est un prix d'indignité civique décerné annuellement à un membre des élites françaises qui s'est particulièrement distingué par son acharnement à promouvoir la domination de l'anglo-américain en France et dans les institutions européennes au détriment de la langue française ».
Selon l’association, ce prix « distingue plus spécialement les déserteurs de la langue française qui ajoutent à leur incivisme linguistique une veule soumission aux puissances financières mondialisées, responsables de l’abaissement des identités nationales, de la démocratie et des systèmes sociaux. »
Depuis 2001, a été institué un « Prix spécial du jury » qui distingue les personnalités de l'élite européenne ou internationale qui, selon le jury, collaborent activement à la propagation de la langue anglaise dans les institutions européennes ou internationales.

## Prix décernés

### Prix de la Carpette anglaise
Lauréats du « Prix de la Carpette anglaise », :
- 2024 : Astrid Woitellier, déléguée générale du concours Puissance Alpha, préparatoire aux écoles d’ingénieur, « pour avoir supprimé l’épreuve de français qu’elle juge "anxiogène", alors que l’épreuve d’anglais, elle, est obligatoire » ; ex æquo avec la Conférence des évêques de France, pour avoir mis en œuvre à l’occasion des Jeux olympiques de Paris le projet Holy Games ! ;
- 2023 : Rémy Rioux, directeur général de l'Agence française de développement « pour avoir donné à des évènements relatifs à l'Afrique francophone des titres en anglais notamment à sa propre fête, en février 2023 : "Let's start together – The party" »[8] ;
- 2022 : Emmanuel Macron, pour ses nombreuses entorses à la Constitution, dont l’article 2 dispose que « la langue de la République est le français », qui est aussi langue officielle de la plupart des institutions internationales, notamment l’acceptation par l’exécutif français de l’usage dominant de l’anglais dans le fonctionnement de l’Union européenne[9] ;
- 2021 : Gérald Darmanin, pour avoir mis en service une nouvelle carte nationale d’identité sous-titrée en anglais uniquement, quand l'Allemagne fait figurer trois langues sur la sienne[10] ;
- 2019 : La Banque postale, pour avoir dénommé « Ma French Bank » sa banque mobile. Pour circonstance aggravante, sa campagne publicitaire est en franglais : (« When elle rêve d'eaux turquoises, but ton compte is in le rouge », ou « When tu check la liste de everybody qui te doit de la money »)[11] ;
- 2018 : Olivier Schrameck, président du Conseil supérieur de l’audiovisuel, pour avoir refusé d’exercer les pouvoirs qui lui incombent en matière de respect de la langue française sur les chaînes de radio et de télévision ;

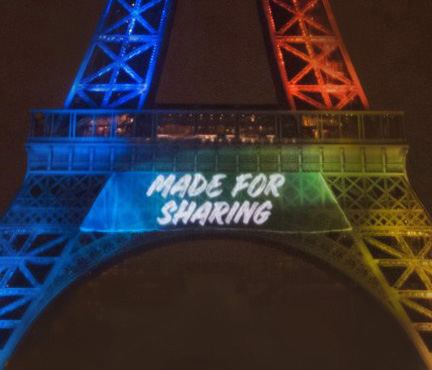
Paris, 2017.

- 2017 : Anne Hidalgo, maire de Paris, pour l’utilisation prioritaire de l’anglais comme langue de communication de la ville de Paris à destination des touristes et des étudiants étrangers, pour avoir fait projeter en février 2017 sur la tour Eiffel le slogan « Made for Sharing » de la candidature de Paris aux Jeux olympiques de 2024 ;
- 2016 : Anne-Florence Schmitt, directrice de la rédaction de Madame Figaro, pour l’abus constant d’anglicismes et d’anglais de pacotille, dans cette revue destinée à un large public féminin[12] ;
- 2015 : Alexandre de Juniac, PDG d'Air France-KLM, pour la campagne de publicité intitulée « Air France, France is in the air » et remplaçant la publicité « Faire du ciel le plus bel endroit de la terre »[12] ;
- 2014 : Pierre Moscovici, membre de la Commission européenne, pour avoir adressé à Michel Sapin, ministre des Finances et des Comptes publics, une lettre entièrement en anglais[12] ;
- 2013 : Guillaume Pepy, président de la SNCF, pour les « Smiles, les TGV Family, et autres médiocrités linguistiques » et la proposition de « cours de langue anglaise uniquement, dans ses trains champenois » ;
- 2013 (prix exceptionnel) : Geneviève Fioraso, ministre de l’Enseignement supérieur et de la Recherche, pour avoir, dans la lignée de Valérie Pécresse (« carpettée » en 2008) et malgré de nombreuses mises en garde, légalisé l'enseignement en anglais en maintenant l’article 2 de son projet de loi ;
- 2012 : Frédéric Cuvillier, ministre délégué aux Transports, à la Mer et à la Pêche, pour avoir déclaré, selon Le Parisien, que, dans le domaine du transport, « l'anglais devrait être la langue d'usage et de rédaction des documents officiels harmonisés » ;
- 2011 : Jean-François Copé, secrétaire général de l’UMP pour « sa vigoureuse promotion de l’usage de l'anglais, de la maternelle aux grandes écoles, et sa volonté de faire de l'anglicisation de la télévision publique un des enjeux de son parti et de l'élection présidentielle »[13],[14] ;
- 2010 : Martine Aubry, premier secrétaire du Parti socialiste (et ses conseillers en communication), pour « leur recours systématique à des slogans anglo-saxons (du « care » à « What would Jaurès do ? », empruntés à des fondamentalistes américains) »[15] ;
- 2009 : Richard Descoings, directeur de l’Institut d’études politiques de Paris, pour « imposer des enseignements uniquement en langue anglaise dans certaines filières proposées, et pour correspondre en anglais avec le lycée français de Madrid »[16] ;
- 2008 : Valérie Pécresse, ministre de l’Enseignement supérieur et de la Recherche, pour « avoir déclaré que le français était une langue en déclin et qu’il fallait briser le tabou de l’anglais dans les institutions européennes »[17] ;
- 2007 : Christine Lagarde, ministre de l'Économie et des Finances, pour « avoir communiqué en langue anglaise avec ses services »[18] ;
- 2006 : Le Conseil constitutionnel pour « ses nombreux manquements à l'article 2 de la Constitution, qui dispose que la langue de la République française est le français » et pour avoir « déclaré le protocole de Londres sur les brevets conforme à la Constitution[18], permettant ainsi à un texte en langue anglaise ou allemande d'avoir un effet juridique en France »[4] ;
- 2005 : France Télécom, opérateur de téléphonie présidé par Didier Lombard, pour « la mise en place de services et produits aux dénominations anglaises (Business Talk, Live-Zoom, Family Talk…)[4]. Il a été désigné par huit voix contre quatre à Yves Daudigny, président du conseil général de l'Aisne, pour sa campagne publicitaire en anglais : « L'Aisne, it's open ! »[19] ;
- 2004 : Claude Thélot, président de la Commission du débat national sur l’avenir de l’école, pour avoir considéré « l’anglais de communication internationale comme un enseignement fondamental, à l'égal de la langue française » et préconisé son apprentissage par la diffusion de feuilletons américains en version originale sur les chaînes de télévision française[4]. Claude Simonet, président de la Fédération française de football (FFF), est arrivé en deuxième position pour avoir choisi la chanson anglaise Can you feel it comme hymne de l'équipe de France[20] ;
- 2003 : le Groupe HEC, dont le directeur général, Bernard Ramanantsoa, a déclaré, en décembre 2002, « dire que le français est une langue internationale de communication comme l’anglais prête à sourire aujourd’hui. »[4] ;
- 2002 : Jean-Marie Colombani, directeur de la publication du Monde qui « publie sans la moindre réciprocité, et à l’exclusion de toute autre langue, un supplément hebdomadaire en anglais tiré du New York Times »[21] ;
- 2001 : Jean-Marie Messier, PDG de Vivendi Universal, pour « avoir systématiquement favorisé l’anglais comme langue de communication dans ses entreprises. »[4].
- 2000 : Alain Richard, ministre de la Défense, pour « avoir obligé les militaires français à parler anglais au sein du Corps européen alors qu’aucune nation anglophone n’en fait partie »[4] ;
- 1999 : Louis Schweitzer, PDG de Renault, pour « avoir imposé l’usage de l’anglo-américain dans les comptes rendus des réunions de direction de son entreprise ». Il l'a emporté de justesse devant Claude Allègre, ministre de l'Éducation nationale, sélectionné pour avoir déclaré le 30 août 1997 que « les Français doivent cesser de considérer l’anglais comme une langue étrangère »[4],[22].

### Prix spécial du jury à titre étranger
- 2024 : France Football, pour l’organisation à Paris de la cérémonie dite du « Ballon d’or », le 28 octobre 2024, uniquement en anglais.
- 2023 : Sven Gatz, ministre du Budget de la Belgique, pour avoir proposé de faire de l’anglais la troisième langue administrative de la région de Bruxelles après le français et le flamand[23].
- 2022 : Justin Trudeau, Premier ministre du Canada, pour avoir nommé une anglophone unilingue, Mary Simon, au poste de gouverneure générale du Canada.
- 2021 : Ursula von der Leyen, présidente de la Commission européenne (2e prix), pour avoir décidé seule de promouvoir l’anglais au rang de langue unique de travail de la Commission, au détriment des autres langues européennes et, notamment, de la langue française, en dépit du Brexit[10].
- 2019 : Ursula von der Leyen, la nouvelle présidente de la Commission européenne, pour avoir tenté de mettre en place une procédure décisionnelle uniquement en anglais, à compter du 1er décembre 2019. Un paradoxe, au moment où le Royaume-Uni s'apprête à quitter l'Union européenne[11].
- 2018 : Doug Ford, Premier ministre de l’Ontario, pour avoir annoncé l’abandon du projet de l’université francophone de l’Ontario français à Toronto, alors que le bilinguisme est reconnu dans cette province canadienne anglophone[24].
- 2017 : Donald Tusk, président du Conseil européen, pour s’exprimer en priorité en anglais, excluant notamment le français de sa communication.
- 2016 : ENS Ulm (École normale supérieure) qui développe des filières d’enseignement uniquement en anglais en se prétendant être une école internationale.
- 2015 : Luc Besson, réalisateur de films principalement en anglais, pour avoir patronné une modification des dispositions fiscales du crédit impôt cinéma en faveur des films tournés en langue anglaise ; ainsi les films tournés en anglais en France vont pouvoir être déclarés fiscalement « français » et bénéficier d'aides.
- 2014 : Paula Ovaska-Romano, directrice du Département pour les langues et directrice déléguée de la direction générale de la traduction de la Commission européenne, pour avoir violemment tancé en anglais une responsable associative qui la sollicitait en italien et avoir qualifié, à cette occasion, l’italien de « langue exotique ».
- 2013 : Tom Enders, président exécutif d’EADS, « pour avoir annoncé, en anglais seulement, à tous les salariés allemands, espagnols et français de la branche « défense et espace », un vaste plan de licenciements par une vidéo... elle-même sous-titrée en anglais ».
- 2012 : L'Agence française pour les investissements internationaux (AFII) et l'Institut national de la propriété industrielle (INPI) pour la campagne publicitaire « Say oui to France, say oui to innovation », qui promeut la France à l'étranger en utilisant l'anglais comme seul vecteur de communication, au lieu de s'adresser dans la langue des pays visés par cette campagne.
- 2011 : La compagnie Ryanair, présidée par Michael O’Leary, pour avoir imposé, en Espagne, aux femmes enceintes de plus de 28 semaines un certificat médical exclusivement rédigé en anglais, y compris pour les vols intérieurs (menaçant de ne plus desservir les aéroports ne se pliant pas à cette exigence).
- 2010 : Paul Kagamé, président de la République du Rwanda, pour avoir imposé dans son pays le passage du français à l’anglais comme langue officielle et comme langue de l’enseignement, et pour avoir quitté l’OIF (Organisation internationale de la Francophonie) pour adhérer au Commonwealth[15].
- 2009 : Jean-Louis Borloo, ministre d'État, ministre de l'Écologie, de l'Énergie, du Développement durable et de la Mer, pour avoir signé le traité de l’IRENA (Agence internationale de l'énergie renouvelable /International Renewable Energy Agency) dont la seule langue de travail est l’anglais, en invoquant l’urgence, alors que cinq pays importants ne l’ont toujours pas signé[25].
- 2008 : Eurostat, service des statistiques de la Commission européenne, qui diffuse depuis avril 2008 sa publication Statistiques en bref uniquement en anglais, renonçant aux langues allemande et française[17].
- 2007 : La police de Genève, pour avoir diffusé une publicité intitulée United Police of Geneva[4].
- 2006 : Ernest-Antoine Seillière, ancien président du Medef et président de BusinessEurope (ex-UICE, Union des industries de la communauté européenne), pour avoir prononcé un discours en anglais au Conseil européen à Bruxelles en mars 2006[4].
- 2005 : Josep Borrell, président du Parlement européen, pour avoir avantagé l'anglais lors d'une session de l'assemblée parlementaire euro-Méditerranée qu'il venait de présider à Rabat au Maroc sans prévoir la traduction des documents de travail[4].
- 2004 : Jean-Claude Trichet, président de la Banque centrale européenne, élu pour avoir présenté en anglais la politique de l’établissement devant le Parlement européen de Strasbourg et avoir déclaré lors de sa prise de fonction « I am not a Frenchman »[4].
- 2003 : Pascal Lamy, élu pour son utilisation systématique de l’anglais dans ses fonctions de commissaire européen, au mépris des règles communautaires[4].
- 2002 : Romano Prodi, président de la Commission européenne pour l’affaire de l’étiquetage en anglais des produits alimentaires, et l’imposition de l’anglais comme langue unique de négociation pour l’élargissement européen[4].
- 2001 : La société The Lego Group, fabricant danois de jouets pour enfants, qui présente ses produits en France et dans le monde uniquement en anglais sous les expressions « Explore being me », « Explore together », « Explore logic » et « Explore imagination »[4].

## Les «Tapis rouges»
En 2018, l'Académie de la Carpette anglaise crée le « Cercle du Tapis rouge » qui récompense les personnalités défendant le mieux la langue française :
- 2024, ex aequo :
  - Association FRancophonie Avenir (AFRAV) pour avoir obtenu, après 8 ans de procès, du tribunal judiciaire de Metz le changement de « Lorraine Airport » en « Lorraine Aéroport ».
  - Gilliatt de Staërck, jeune conducteur breton d'autocars qui, au nom du syndicat CGT de son entreprise Transdev, a obligé la direction de son entreprise à abandonner toute la signalétique anglaise qu'elle comptait imposer[27].
- 2023 : Simon Jolin-Barrette, ministre de la Justice du Gouvernement québécois, ayant fait voter la « Loi 96 » sur la langue française et lancé sous la Coupole de l’Académie française l’appel à la France pour que ses autorités restaurent la primauté du français en France[28].

- 2018 :
  - Michel Serres, philosophe français, « pour l'ensemble de son combat et pour avoir, le 18 octobre 2017 à Lille, exigé des organisateurs d'un colloque que les orateurs utilisent la langue française ».
  - Prix entreprise : le groupe hôtelier Jean-Claude Lavorel, « qui, après avoir racheté la flottille lyonnaise de bateaux d'excursion Lyon city boats a rebaptisé cette flottille Les bateaux lyonnais ».
  - Prix international : Mathieu Bock-Côté, sociologue québécois, « pour la constance avec laquelle il fait vivre la coopération franco-québécoise ».